# Cynoglossopsis latifolia
Cynoglossopsis latifolia là loài thực vật có hoa trong họ Mồ hôi. Loài này được (Hochst. ex A.Rich.) Brand mô tả khoa học đầu tiên năm 1931.